# Дніпровська міська мечеть
Дніпровська міська мечеть — мечеть міста Дніпро. Мечеть розташована за адресою: вулиця Криворізька, 60-А. 
Входить до Духовного управління мусульман України.

## Історія
Мусульманська громада Дніпра діє з 2017 року.
11 лютого 2024 року при мечеті відкрився садок «Маленький Мусульманин» для дітей мусульман.

## Опис
У мечеті є молитовна зала, бібліотека та навчальні класи.